# Græsenkemænd
Græsenkemænd er en svensk komediefilm fra 1982 instrueret af Hans Iveberg. Filmen har blandt andre Gösta Ekman og Janne "Loffe" Carlsson i hovedrollerne. Den fik premiere i Sverige og Danmark den 16. december 1982.

## Medvirkende (i udvalg)
- Gösta Ekman som Gary
- Janne "Loffe" Carlsson som Lasse
- Lena Olin som Nina
- Mona Seilitz som Inga-Lill
- Peter Harryson som Göran
- Lis Nilheim som Lilian
- Kim Anderzon som dame ved Gröna Lund
- Lena Nyman som Maggan
- Roland Janson som politibetjent
- Johannes Brost som bankrøver
- Claire Wikholm som sekretær